# Haflinger
La raça Haflinger o Avelignese és una raça de cavalls desenvolupada a final del segle xix a Àustria i Itàlia.
Es tracta d'un cavall petit i robust molt adaptat a marxar per la muntanya.

## Característiques
L'alçada pot variar entre 137 cm i 152 cm. El pelatge és sempre alatzà amb cua i crinera blanques. La tonalitat del pelatge pot ser des de relativament clara fins a matisos més foscos. Les variants daurades són freqüents i s'assemblen als pelatges palomino (però no ho són en absolut).
Alguns Haflinger mostren la característica o patró pangaré (panxa de tonalitat més clara que el cos).

### Estalons
Tots els Haflinger provenen de l'estaló Follie que fou el fundador de la raça actual. Hi ha set línies genealògiques basades en set cavalls llavorers descendents de Follie (nat el 1874).

## Història
Els orígens de la raça actual són remots.
El segle xix fou molt influïda pel semental àrab El-Bedavi, pare de Follie.